# Lotus 66
Lotus 66 — спорткар, выпускающийся с 2024 года компанией Lotus Cars в Великобритании.

## Описание
Lotus 66 основан на трёх чертежах гоночного автомобиля Can-Am, которые были составлены в 1966 году Джеффом Феррисом из команды «Лотус», однако серийное производство не было начато. Номер 66 никогда не указывался в периоде, но хронологически совпадает с номерами моделей Lotus.
Компания Lotus выпустила модель 66 после того, как статья из журнала Motor Sport, вызвавшая интерес, была приурочена к празднованию 75-летия компании. Запланированный выпуск рассчитан на 10 автомобилей стоимостью более 1 млн фунтов стерлингов.

## Технические характеристики
Lotus 66 оснащён 8,0-литровым двигателем Lotus V8 мощностью 830 л. с. при 8800 об/мин и крутящим моментом 550 фунт-фут при 7400 об/мин.